# Glossocardia stoliczkana
Glossocardia stoliczkana is een tweekleppigensoort uit de familie van de Glossidae. De wetenschappelijke naam van de soort is voor het eerst geldig gepubliceerd in 1932 door Prashad.